# وصل أمانة
وصل الأمانة هو صك يتم فيه تحديد اسم الدائن والمدين ،ولا يتم فيه تحديد تاريخ التوثيق أو تاريخ التسليم ،ومن حق الدائن المطالبة به في أي وقت من الأوقات ،ولا يمكن بيعه لجهة أخرى مثل البنوك